# DenseNet121
DenseNet121 è un'architettura avanzata di rete neurale convoluzionale (CNN) sviluppata dalla Cornell University, progettata per l'apprendimento automatico e particolarmente adatta alle attività di classificazione delle immagini. Questa rete fa parte della famiglia DenseNet, una serie di architetture neurali notevoli per la loro struttura densamente connessa.

## Struttura e Funzionamento
DenseNet121 si distingue per la sua architettura innovativa, caratterizzata da una condivisione densa delle informazioni tra i livelli della rete. Invece di concatenare i livelli come in altre CNN tradizionali, ogni livello di DenseNet riceve input da tutti i livelli precedenti nella rete. Questo crea una "via diretta" attraverso la rete, facilitando la comunicazione e la condivisione intensiva di informazioni.
La condivisione densa delle informazioni offre diversi vantaggi, tra cui una migliore utilizzazione delle caratteristiche estratte e una maggiore efficienza nell'apprendimento dei modelli complessi. La struttura densamente connessa riduce anche il rischio di svanire o esplodere del gradiente durante la retropropagazione, contribuendo a una formazione più stabile della rete.

## Caratteristiche principali
- Struttura densamente connessa: Ogni livello riceve input diretti da tutti i livelli precedenti, favorendo la condivisione intensiva di informazioni e promuovendo una migliore rappresentazione delle caratteristiche.
- Elevata efficienza nella classificazione delle immagini: Grazie alla sua struttura avanzata, DenseNet121 ha dimostrato di ottenere risultati precisi ed efficienti nella classificazione di immagini. La condivisione densa delle informazioni consente alla rete di apprendere modelli complessi con un numero relativamente ridotto di parametri, migliorando la capacità di generalizzazione del modello.

## Utilizzo in TrainCheXNet
In TrainCheXNet, un framework per l'addestramento di modelli di apprendimento automatico sul set di dati CheXpert, DenseNet121 è ampiamente utilizzato per estrarre caratteristiche significative dalle immagini delle radiografie del torace. La sua architettura avanzata contribuisce alla precisione del modello nell'identificare e classificare una vasta gamma di condizioni mediche, fornendo una base solida per l'analisi delle radiografie.

## Altri Utilizzi e Applicazioni
Oltre all'applicazione in ambito medico, DenseNet121 è stato adottato con successo in diverse sfere, inclusi progetti di visione artificiale, riconoscimento di oggetti, e analisi di immagini satellitari. La sua versatilità e efficienza lo rendono un'opzione attraente per una varietà di compiti di apprendimento automatico.